# Lalage maculosa
El oruguero polinesio (Lalage maculosa) es una especie de ave paseriforme de la familia Campephagidae. Se encuentra en Oceanía.

## Descripción

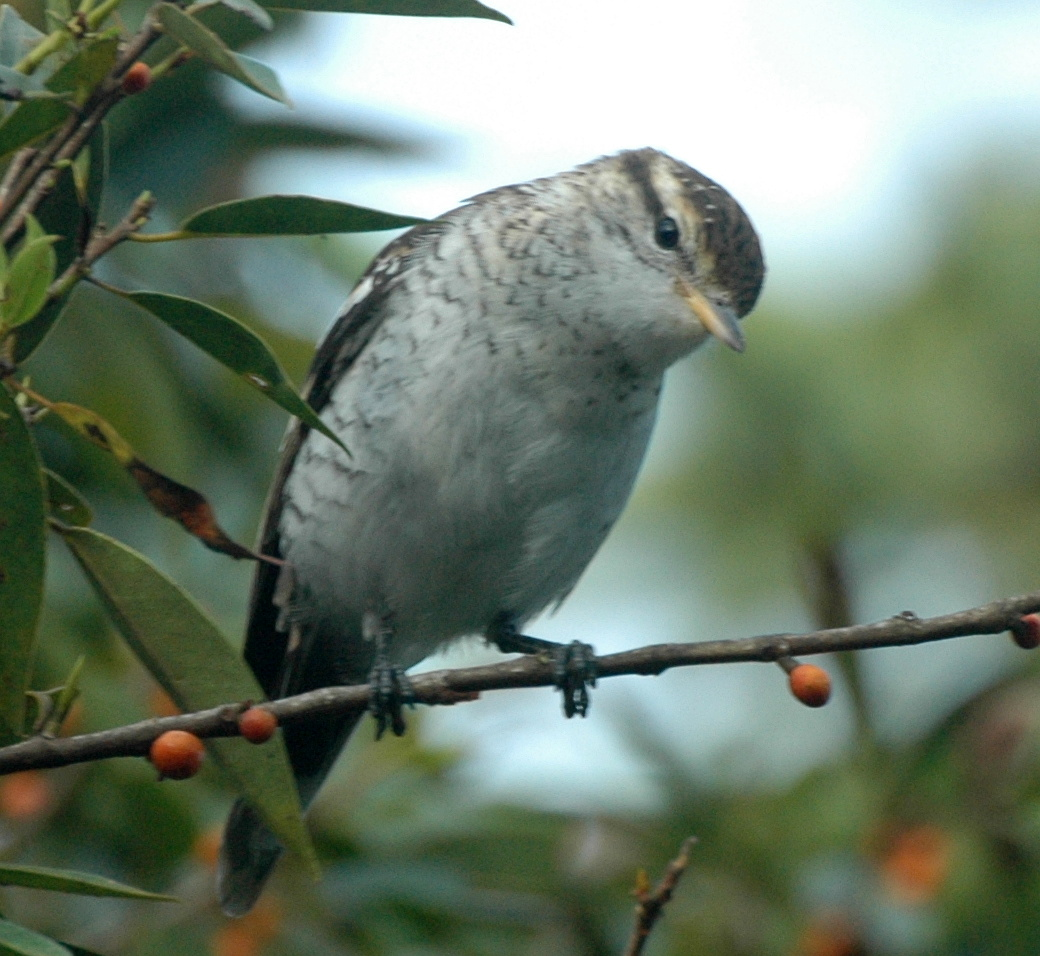
Un ejemplar en Viti Levu (Fiyi).

El oruguero polinesio mide entre 15 y 16 cm de largo. La coloración de su plumaje varía geográficamente. Aunque el color de sus partes inferiores siempre es blanco y sus partes superiores oscuras, estas pueden ser negras, pardas o grises. Su obispillo es blanco con escamado gris. Los bordes de sus plumas de vuelo son blancos lo que le da a sus alas un aspecto listado, mientras que en los flancos las plumas blancas suelen tener los bordes oscuros que le dan un aspecto escamado. Su píleo es oscuro, presenta una lista que atraviesa sus ojos también oscura, y el resto de su rostro es blanco con moteado variable, y puede presentar una bigotera en algunos casos difusa. Su pico es recto y puntiagudo.

## Distribución y hábitat
La especie es nativa de: Fiyi, Niue, Samoa, Islas Salomón, Wallis y Futuna, Tonga y Vanuatu.
En Tonga, Lalage maculosa se encuentra disperso en hábitats muy variados: zonas boscosas y manglares, además de zonas urbanizadas y plantaciones de cocos.

## Taxonomía

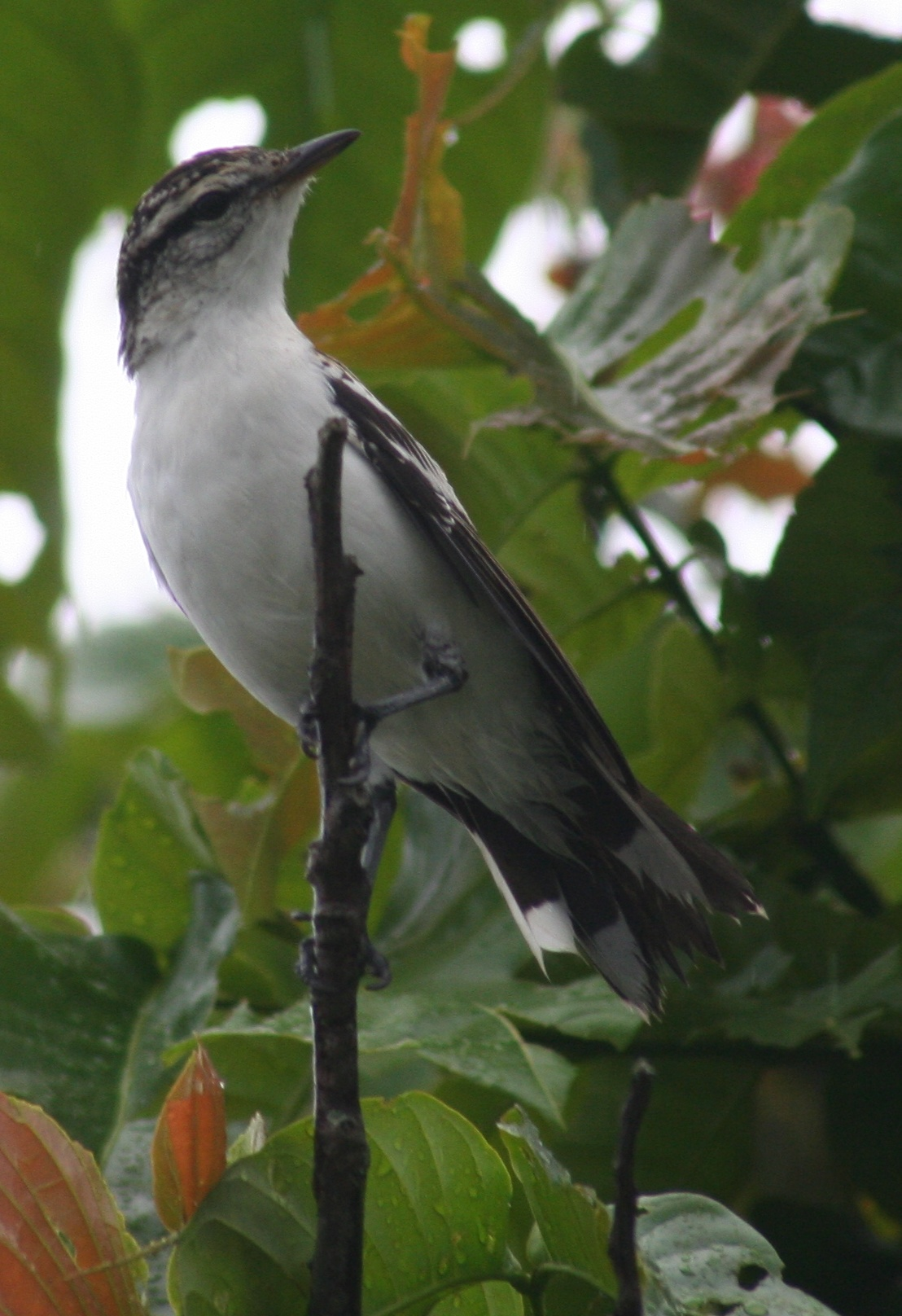
Ejemplar en Nuku 'Alofa (Tonga).

Se reconocen dieciséis subespecies:
- Lalage maculosa maculosa.
- Lalage maculosa modesta.
- Lalage maculosa ultima.
- Lalage maculosa melanopygia.
- Lalage maculosa vanikorensis.
- Lalage maculosa soror.
- Lalage maculosa pumila.
- Lalage maculosa mixta.
- Lalage maculosa woodi.
- Lalage maculosa rotumae.
- Lalage maculosa nesophila.
- Lalage maculosa vauana.
- Lalage maculosa tabuensis.
- Lalage maculosa keppeli.
- Lalage maculosa futunae.
- Lalage maculosa whitmeei.